# インターワークス
インターワークス（英語: Interworks Inc.）は、かつて存在した日本の企業。就職・転職情報の提供や求人ポータルサイトの運営を行っていた。

## 概要
特化型の就職情報サイトの運営や企業での人材採用支援などを主業務としていた。
2023年8月1日付でコンフィデンスと経営統合を実施。インターワークスはコンフィデンス（同日付でコンフィデンス・インターワークスに商号変更）へ吸収合併されて解散。インターワークスが手掛けていた事業は、コンフィデンス・インターワークスが継承した。

## 主な事業内容

### メディアビジネス
- 派遣ネット （派遣・紹介予定派遣のお仕事情報）
- 工場ワークス（工場・製造業に特化した専門求人ポータルサイト）
- 医療介護ワークス（医療と介護に特化した専門求人ポータルサイト）
- 看護師求人マイサーチ（看護師の求人に特化した専門求人ポータルサイト）
- エンジニアゲート（大学、専門学校、高専卒業者のための未経験からスタートできるエンジニアに特化した専門求人ポータルサイト）
- アパレルワークス（アパレル業界に特化した専門求人ポータルサイト）
- アルバイトネット（バイト祝い金成功報酬型アルバイト求人サイト）

### ソリューションビジネス
各種人材管理システム
- ASK（20万人のデータを元に開発された派遣社員の適性適職診断ソフト）
- e-ASK（ASKのWEB版適性適職診断テスト）
- MVCL（製造業界及び医療介護業界向けインターネット対応心理適性検査）
- アビリティチェッカー（約800社のデータを元に商品化されたパソコンのスキルチェックシステム）
- DigiSheet（デジシート:Webタイムカードによる勤怠管理システム）
- selfMy給（日払い週払い対応の勤怠管理システム）
- ポスタルコストマネジメントサービス（郵送経費削減マネジメントサービス）
- JSST（電話による日本語会話力測定テスト）

### 人材採用支援ビジネス
- 採用活動を支援するプランの構築・設計
- 採用業務の代行、事務局運営管理
- 採用効果を高める支援ツールの企画・開発・販売

## 沿革
- 1991年 東京都文京区白山にビスコ株式会社として設立。
- 1996年 人材派遣の求人情報サイト「派遣ネット」を運営開始。
- 2000年 「派遣ネット」携帯電話版をリリース。
- 2001年 「派遣ネット」携帯版がNTTドコモiモード公式サイトに認定。
- 2006年 株式会社インターワークスに商号変更。
- 2006年 本社を東京都港区虎ノ門に移転。
- 2007年 工場等の製造業に特化した求人情報サイト「工場WORKS」を運営開始。
- 2008年 医療・介護系業務に特化した求人情報サイト「医療介護ワークス」を運営開始。
- 2008年　実務未経験からのエンジニア業務に特化した求人情報サイト「エンジニアゲート」を運営開始。
- 2008年　アパレル業務に特化した求人情報サイト「アパレルワークス」を運営開始。
- 2009年  本社を東京都港区東新橋に移転。
- 2010年 看護師系業務に特化した求人情報サイト「看護師求人マイサーチ」を運営開始。
- 2012年  株式会社アイ・アムを吸収合併し、株式会社アイ・アム&インターワークスに商号変更。
- 2012年  本社を東京都港区西新橋に移転。
- 2014年 株式会社インターワークスに商号変更。
- 2014年  東京証券取引所マザーズに上場。
- 2015年  東京証券取引所第1部に市場変更。
- 2023年
  - 7月28日 東京証券取引所スタンダード市場上場廃止[1]。
  - 8月1日 コンフィデンスと経営統合を実施し、コンフィデンス（同日付でコンフィデンス・インターワークスに商号変更）へ吸収合併されて解散[1][3]。